# Malaconothrus atuelanus
Malaconothrus atuelanus är en kvalsterart som beskrevs av Hammer 1958. Malaconothrus atuelanus ingår i släktet Malaconothrus och familjen Malaconothridae. Inga underarter finns listade i Catalogue of Life.